# شمال شرقی انگلستان
 شمال شرقی انگلستان  (به انگلیسی: North East England) یکی از ۹ ناحیه در کشور انگلستان می‌باشد که شهرهای نورث‌آمبرلند، دورام، تاین، ویر، تیس و الی در این ناحیه قرار دارند.
نام تاریخی این ناحیه نورتومبریا بود و در حالی که بعضی از نهادها از این نام استفاده می‌کنند ولی در محاوره روزانه مردم کاربرد ندارد. همچنین شهرهای این ناحیه عبارتند از : نیوکاسل آپون تاین، ساندرلند، دورهام، میدلزبورو، استوکتون آن تیس، هارتلپول و دارلینگتون.
به‌طور کلی در شمال و غرب این ناحیه تپه‌های فراوان وجود دارد. بلندترین نقطه این ناحیه ۸۱۵ متر ارتفاع دارد.

## تقسیمات محلی
| نقشه                             | شهرستان                                   | Unitary authority                                                      | مناطق شهری |
| -------------------------------- | ----------------------------------------- | ---------------------------------------------------------------------- | ---------- |
|                                  | 1. نورث‌آمبرلند                            |                                                                        |            |
| 2. تاین و ور metropolitan county | 2. تاین و ور metropolitan county          | a نیوکاسل, b Gateshead, c North Tyneside, d South Tyneside, e ساندرلند |            |
| کانتی دورام                      | 3. کانتی دورام                            | 3. کانتی دورام                                                         |            |
| کانتی دورام                      | 4. Darlington                             |                                                                        |            |
| کانتی دورام                      | 5. Hartlepool                             |                                                                        |            |
| کانتی دورام                      | 6. Stockton-on-Tees (North of River Tees) |                                                                        |            |
| یورک‌شر شمالی (part only)         | 6. Stockton-on-Tees (South of River Tees) | 6. Stockton-on-Tees (South of River Tees)                              |            |
| یورک‌شر شمالی (part only)         | 7. Redcar and Cleveland                   |                                                                        |            |
| یورک‌شر شمالی (part only)         | 8. میدلزبورو                              |                                                                        |            |

The Association of North East Councils, and before 2009 the North East Assembly, is based in central Newcastle upon Tyne.

## منبع
مشارکت‌کنندگان ویکی‌پدیا. «North East England». در دانشنامهٔ ویکی‌پدیای انگلیسی، بازبینی‌شده در ۱۷ سپتامبر ۲۰۰۹.